# گازار (بیرجند)

## پیشینه
روستای گازار مرکز دهستان شاخنات می‌باشد که مساحت این دهستان بالغ بر ۷۱۹ کیلومتر مربع می‌باشد و فاصله روستای گازار تا مرکز شهرستان ۷۲ کیلومتر است.
نام گازار برگرفته از درختچه گز می‌باشد و با ریشه گز زار است که در طی زمان در گویش محلی به گَزار و به فارسی جدید گازار گفته می‌شود، این نام به‌صورت عربی نیز در گذشته به‌صورت جازار مورد استفاده بوده‌است.
ارتفاع این روستا از سطح دریا ۱۹۰۰ متر است که در حدود ۴۰۰ متر نسبت به شهر بیرجند در ارتفاع بالاتری قرار دارد.

## موقعیت جغرافیایی
روستای گازار مرکز دهستان شاخنات می‌باشد که مساحت این دهستان بالغ بر ۳۳۵ کیلومتر مربع می‌باشد و فاصله روستای گازار تا مرکز شهرستان ۷۲ کیلومتر است. این روستا به عنوان مرکز بخش انتخاب شده بود ولی اختلاف اهالی منطقه و به حد نصاب نرسیدن جمعیت شاخنات باعث لغو مصوبه و تاسیس بخشداری گردید.

## اماکن تاریخی
- آستان مقدس امامزاده سلطان قریش

امامزاده قریش در محل به مزار کُرِشک نیز معروف است. داخل مزار در معرفی ایشان چنین مطلبی دیده می‌شود:
«در سال ۱۲۵ هـ. ق جناب زید فرزند امام سجاد (علیه السلام) علیه بنی امیه قیام کرد و به شهادت رسید. پس از شهادت زید فرزندش یحیی نوه امام سجاد (علیه السلام) به جهت امر به معروف و دفع ظلم امویان قیام کرد و در شهر جورجان (گرگان فعلی) در صحنه جنگ با امویان به شهادت رسید و لشکریانش پراکنده شدند و از جمله آنها سلطان قریش در حین مراجعت به مدینه در محل قریه جازار (گازار) رحل اقامت افکند و مدتی سکونت داشت و ازدواج نمود و سرانجام در همین مکان دار دنیا را وداع و مدفون گردید. مورخان ایشان را منتسب به امام سجاد (علیه السلام) دانسته ولی سلسله ایشان مشروحاً ذکر نگردیده‌است؛ بنابراین ایشان را از سرداران سپاه یحیی بن زیدبن علی بن الحسین (علیه السلام) می‌دانند.
بانی و زمان ساخت بنای اولیه مزار به درستی مشخص نیست. آنچه معمران روستا به خاطر دارند، ساختمان قبلی گنبدی گلی و خشتی و سنگی بود که در سال ۱۳۵۱ آن را تخریب کردند، این بنا در این زمان توسط حاج علی درویشی گازاری تجدید بنا شد و سپس در سال ۱۳۷۶ بنای فعلی به نحوی آبرومندانه به همت حاج محمد اسدزاده و با معماری حاج علی نخعی به هشت ضلعی به سرانجام رسید.
- سنگ نگاره‌ها

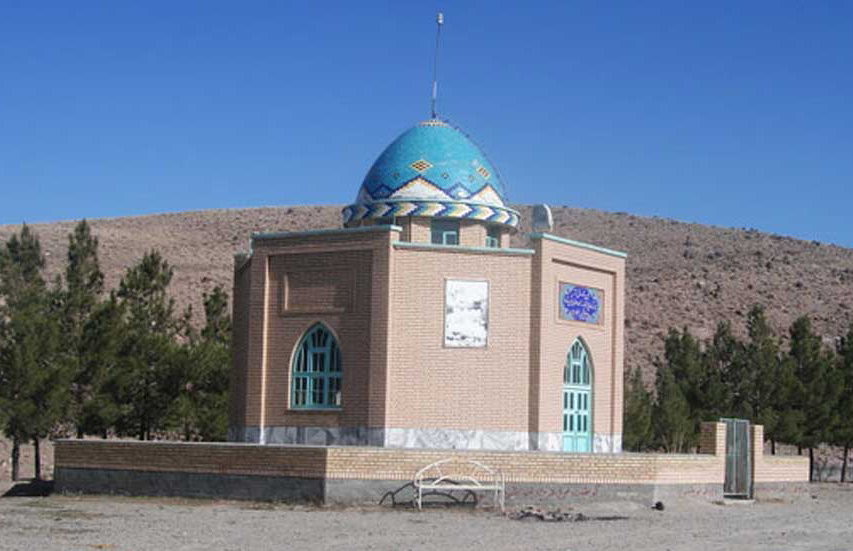
مزار سلطان قریش گازار

در شمال روستای گازار در مسیر دره ای معروف به «تنگه رود» که به «غارننه» منتهی می‌شود در دومنطقه نقوشی بر روی صخره حک شده‌است. سنگ نگاره اول در فاصله ۱۰۰ متری «غارننه» و در سمت چپ «تنگه رود» بر سینه صاف صخره حک شده‌است. تصویر دو بزکوهی و یک اسب سوار در این سنگ نگاره دیده می‌شود. سنگ نگاره دوم به فاصله ۵۰ متری «غارننه» و در محل پیچ رودخانه در سمت راست و در ارتفاع شش متری بر روی صخره‌ای صاف، نقوش و احتمالاً خطوطی حک شده‌است. متأسفانه به‌دلیل طول زمان و عدم آگاهی و بصیرت رهگذران این نقوش تقریباً مخدوش و غیرقابل تشخیص است. این سنگ نگاره نشان‌دهنده حضور اجتماعات انسانی بیابان‌گرد می‌باشد و نیز ممکن است دلالت بر حضور اقوام ساگارتی دراین منطقه باشد.

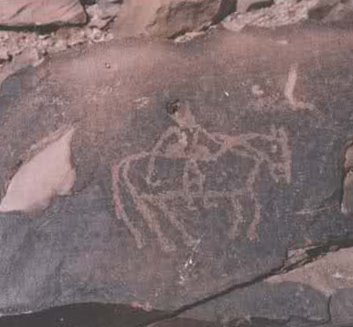
تصویر یکی از سنگ نگاره‌های گازار